# Près de ma rivière
Près de ma rivière is een nummer van Robert Cogoi. Het was tevens het nummer waarmee hij België vertegenwoordigde op het Eurovisiesongfestival 1964 in de Deense hoofdstad Kopenhagen. Daar werd hij uiteindelijk gedeeld tiende, met twee punten.

## Resultaat
| Plaats | Land       | Artiest           | Lied                | Punten |
| ------ | ---------- | ----------------- | ------------------- | ------ |
| 9      | Denemarken | Bjørn Tidmand     | Sangen om dig       | 4      |
| 10     | België     | Robert Cogoi      | Près de ma riviere  | 2      |
| 10     | Nederland  | Anneke Grönloh    | Jij bent mijn leven | 2      |
| 12     | Spanje     | Tim, Nelly & Tony | Caracola            | 1      |